# Kościół Matki Bożej Królowej Świata w Radomiu
Kościół Matki Bożej Królowej Świata w Radomiu – rzymskokatolicki kościół parafialny należący do parafii pod tym samym wezwaniem (dekanat Radom-Centrum diecezji radomskiej).
Plac pod budowę kościoła został uroczyście poświęcony 6 czerwca 1982 roku przez biskupa Stanisława Sygneta. Świątynia została zaprojektowana przez architektów Wojciecha Gęsiaka i Wojciecha Fałata. Budowla jest żelbetowa, dwupoziomowa. Kamień węgielny został wmurowany 16 września 1984 roku przez biskupa Edwarda Materskiego. W 1984 roku została oddana do użytku dolna część świątyni. Pierwsza msza święta w kościele górnym została odprawiona w 1999 roku. Świątynia została dedykowana przez biskupa Henryka Tomasika 18 grudnia 2011 roku.